# Алекса Укропина
Алекса Укропина (Београд, 28. септембар 1998) црногорски је ватерполиста.
Ватерполо је почео да тренира у ПВК Јадран из Херцег Новог, и члан је првог тима од 2013. године. Алекса игра за ПВК Јадран у такмичењима као што су Прва лига Црне Горе у ватерполу, Куп Црне Горе у ватерполу, ЛЕН Лига шампиона , Јадранска лига у ватерполу.
Члан је и сениорске репрезентације Црне Горе. Био је члан репрезентације која је 2015. године у Казању наступила на Светском првенству у ватерполу и освојила 5 мјесто на играма. Био је и члан репрезентације Црне Горе 2017. године у Будимпешти на Светском првенству у ватерполу која је освојила 5 мјесто на играма.

## Успеси

### Клупски
- Јадран Херцег Нови:
  - Првенство Црне Горе (5): 2013/14, 2014/15, 2015/16, 2016/17, 2017/18.
  - Куп Црне Горе (5): 2013/14, 2014/15, 2015/16, 2016/17, 2017/18.